# یوکوته، آکیتا
یوکوته، آکیتا از شهرهای استان آکیتا ژاپن است که جمعیت آن در ۱ ژانویه ۲۰۰۸ ۱۰۱٬۲۳۴ نفر بوده‌است.